# Rudolf Zeiser
Rudolf Zeiser (* 31. März 1936 in Dorfen; † 4. Februar 1993) war ein deutscher Fußballspieler. Der Mittelfeldspieler absolvierte beim TSV 1860 München von 1963 bis 1970 in der Fußball-Bundesliga 167 Ligaspiele und erzielte neun Tore.

## Laufbahn

### Amateur und Oberliga, bis 1963
Die Jugend- und den Beginn in der Seniorenzeit erlebte Rudolf Zeiser bis 1958 beim TSV Buchbach und TV Altötting in Oberbayern. Mit 22 Jahren zog es „Fuchse“ Zeiser in die Landeshauptstadt zu den „Blauen“ vom TSV 1860 München. Er spielte anfangs nur in der Amateurmannschaft der „Löwen“ und nicht als Vertragsspieler. Nach zwei Jahren unterschrieb er einen Vertrag bei Hertha BSC und wechselte in die Stadtliga Berlin. Unter Trainer Johannes Sobeck debütierte Zeiser sofort am ersten Spieltag der Runde 1960/61 in der Stadtliga. Beim 1:0-Erfolg am 21. August 1960 bei Hertha Zehlendorf stürmte er auf der Mittelstürmerposition, umgeben von den Angreifern Peter Engler, Lutz Steinert, Helmut Faeder und Lothar Groß. Zeiser absolvierte 13 Spiele und erzielte sechs Tore zur Meisterschaft von Hertha BSC, die mit sechs Punkten Vorsprung vor Tasmania 1900 die Berliner Meisterschaft gewann. In der Endrunde um die deutsche Fußballmeisterschaft bestritt der Mann aus Oberbayern alle sechs Spiele mit der Hertha, jetzt aber auf seiner Stammposition des rechten Außenläufers. Sportlich ragte dabei der 4:3-Auswärtssieg am 3. Juni 1961 beim 1. FC Köln heraus, als die Berliner den Angriff der „Geißböcke“ mit Karl-Heinz Thielen, Hans Schäfer, Christian Müller, Karl-Heinz Ripkens und Ernst-Günter Habig in Schach halten konnten. Auch das abschließende 3:3-Remis am 18. Juni beim 1. FC Nürnberg – die Franken holten sich am 24. Juni mit einem 3:0 gegen Dortmund die Meisterschaft – war ein Achtungserfolg für Zeiser und seine Hertha-Kollegen. Im zweiten Jahr in Berlin, 1961/62, absolvierte der konditionsstarke Mittelfeldantreiber alle 27 Spiele in der Stadtliga und erzielte wiederum sechs Tore. Diesmal drehte Tasmania 1900 den Spies aber um und verwies Hertha auf den zweiten Rang. Sein letztes Stadtligaspiel bestritt Zeiser am 31. März 1962 beim 10:1-Erfolg gegen den SC Union 06 Berlin. Zusammen mit Günter Schüler und Hans-Joachim Altendorff bildete er dabei die Läuferreihe. Im September 1961 hatte „Fuchse“ Zeiser in der Berliner Stadtauswahl im Messepokal in den zwei Spielen gegen den FC Barcelona europäische „Fußball-Luft“ geschnuppert. Nach zwei Jahren in Berlin – mit 40 Stadtligaspielen und 12 Toren – wurde er von 1860 München zur letzten Saison der Oberliga Süd, 1962/63, zurückgeholt.
Bei den „Löwen“ ging es in dieser Runde um den Gewinn der Meisterschaft. Nur damit konnte die Mannschaft von Trainer Max Merkel für die neue Fußball-Bundesliga ab der Saison 1963/64 nominiert werden. Tatsächlich gelang der Titelgewinn mit drei Punkten Vorsprung vor dem 1. FC Nürnberg. Der Berlin-Rückkehrer absolvierte 25 Spiele und bildete zumeist mit Alfons Stemmer und Günther Rahm die Läuferreihe. In der Endrunde holten Zeiser und Kollegen gegen Dortmund, Neunkirchen und Hamburg sechs Punkte, aber in den Auswärtsspielen auch drei Niederlagen. Der letzte Südmeister wurde in die Bundesliga aufgenommen und damit begann ein neues Kapitel im Leben von Zeiser und dem deutschen Spitzenfußball.

### Bundesliga, 1963 bis 1970
1860 München startete mit Rudolf Zeiser am 24. August 1963 in die Fußball-Bundesliga. Die „Löwen“ trennten sich mit einem 1:1-Heimremis im Grünwalder Stadion von Eintracht Braunschweig. Mit der Heimbilanz von 49:16 Toren kam die Mannschaft auf 22:8 Punkte und bestätigte damit die Voraussagen, dass mit der Elf von Trainer Merkel zu rechnen wäre. Einen Platz in der Spitzengruppe verspielten die Münchner aber mit der negativen Punktebilanz von 9:21 Zählern in den Auswärtsspielen der Runde und belegte damit am Rundenende den siebten Rang. Herausragende Siege feierten Zeiser und Kollegen bei den klaren Heimerfolgen gegen Nürnberg (5:0), Dortmund (6:1), Schalke 04 und Saarbrücken (jeweils 7:1) sowie dem 9:2 am 7. März 1964 gegen den Hamburger SV. Zeiser absolvierte in der Debütrunde der Fußball-Bundesliga 24 Ligaspiele.
Der DFB-Pokal wurde vom April bis Juni 1964 ausgetragen. Der rechte Außenläufer der „Löwen“, war nur verletzungsbedingt im Halbfinalspiel beim FC Altona 93 nicht im Einsatz. Im Finale am 13. Juni 1964 in Stuttgart gegen Eintracht Frankfurt gehörte er der mit 2:0 siegreichen 60er-Mannschaft an. Im Endspiel ist die Läuferreihe der Sechziger überragender Mannschaftsteil. Zeiser ist nicht zu bremsen, zeigt kämpferisch und spielerisch „internationales Format“.
In der zweiten Bundesligasaison 1964/65 kam 1860 auf den vierten Rang und Zeiser hatte 26 Spiele absolviert. Wiederum verhinderte die schwächere Auswärtsbilanz – Heimpunkte: 24-6; Auswärtspunkte: 11-19 – ein noch besseres Abschneiden. Der sportliche Höhepunkt fand aber im Europapokal der Pokalsieger statt. „Fuchse“ war in allen sechs Spielen gegen Union Sportive Luxemburg, FC Porto und Legia Warschau zum Einsatz gekommen und zog sich dann im Bundesligaspiel am 30. April 1965 eine Verletzung zu, die ihm in den Halbfinalpartien gegen den AC Turin und dem Finale am 19. Mai 1965 in London gegen West Ham United zur Zuschauerrolle verurteilten.
Im dritten Jahr Bundesliga, 1965/66, gewann 1860 München die deutsche Meisterschaft. Trainer Merkel hatte durch die Zugänge Timo Konietzka und Željko Perušić die Klasse seiner Mannschaft nochmals verbessern können. Zeiser kam auf zwölf Einsätze, zumeist in Auswärtsspielen wenn Merkel die Defensive verstärken wollte. Im folgenden Jahr gehörte „Fuchse“ Zeiser mit 29 Einsätzen und vier Toren wieder der Stammbesetzung an. Es war ein Jahr der Turbulenzen und des Trainerwechsels. Zeiser stand in beiden Begegnungen im Europapokal der Meister im November 1966 gegen Real Madrid auf dem Platz, auch bei der 1:3-Niederlage in Madrid, wodurch der Deutsche Meister aus dem Wettbewerb ausscheiden musste. Die Mannschaft von Trainer Miguel Muñoz setzte sich mit den Könnern Pirri, Ignacio Zoco, Amancio, Ramón Grosso, Manuel Velázquez und Francisco Gento im Rückspiel am 30. November 1966 gegen die „Löwen“ durch und Max Merkel beendete nach dem 2:1-Erfolg am 10. Dezember 1966 gegen Werder Bremen seine Tätigkeit bei 1860 München. Zeiser zeichnete sich in der 89. Spielminute als Siegtorschütze beim letzten Spiel des Wieners aus.
In den nächsten drei Runden gehörte 1860 nicht mehr der Spitzengruppe an. Zeiser absolvierte mit 34 Jahren am 30. April 1970 bei der 1:2-Niederlage beim MSV Duisburg sein letztes Bundesligaspiel und 1860 München stieg aus der Bundesliga ab. Vor der Runde hatte der Verein aus finanziellen Gründen die Spieler Patzke, Schütz, Grosser, Reich, Rebele, Heiß und Kohlars gehen bzw. aufhören lassen und scheiterte an diesem Aderlass. Allen Beteiligten war klar gewesen, dass es eine heikle Saison werden würde. Von Führungskrisen gebeutelt und finanziell aus dem letzten Loch pfeifend, verkaufte man vor der Spielzeit fast eine komplette Fußballmannschaft. Platz 16 lautete das kleinlaute Saisonziel – doch mit dieser Truppe war es nicht zu erreichen.
Insgesamt absolvierte Zeiser von 1963 bis 1970 für die „Löwen“ 167 Spiele und erzielte dabei neun Tore in der Bundesliga.
Ab der Runde 1970/71 ließ er seine Spielerkarriere beim SV Daglfing im Amateurlager ausklingen.